# Olympische Sommerspiele 2024/Teilnehmer (Südafrika)
| Gelbes Symbol für Goldmedaillen mit stilisierten Olympischen Ringen | Graues Symbol für Silbermedaillen mit stilisierten Olympischen Ringen | Braundes Symbol für Bronzemedaillen mit stilisierten Olympischen Ringen |
| ------------------------------------------------------------------- | --------------------------------------------------------------------- | ----------------------------------------------------------------------- |
| 1                                                                   | 3                                                                     | 2                                                                       |

Südafrika nahm an den Olympischen Spielen 2024 vom 26. Juli bis zum 11. August 2024 in Paris mit 139 Athleten (76 Männer, 63 Frauen) teil. Es war die insgesamt 21. Teilnahme an Olympischen Sommerspielen.

## Medaillen

### Medaillenspiegel
| Rang   | Sportart       | Gold | Silber | Bronze | Gesamt |
| ------ | -------------- | ---- | ------ | ------ | ------ |
| 1      | Schwimmen      | 1    | 1      | –      | 2      |
| 2      | Leichtathletik | –    | 2      | –      | 2      |
| 3      | Radsport       | –    | –      | 1      | 1      |
| 3      | 7er-Rugby      | –    | –      | 1      | 1      |
| Gesamt | Gesamt         | 1    | 3      | 2      | 6      |

### Medaillengewinner
| Name/n | Sportart       | Wettkampf     |
| --- | -------------- | ------------- |
| Gold |                |               |
| Tatjana Smith | Schwimmen      | 100 m Brust   |
| Silber |                |               |
| Tatjana Smith | Schwimmen      | 200 m Brust   |
| Shaun Maswanganyi Akani Simbine Bayanda Walaza Bradley Nkoana | Leichtathletik | 4 × 100 m     |
| Jo-Ane van Dyk | Leichtathletik | Speerwurf     |
| Bronze |                |               |
| Alan Hatherly | Radsport       | Cross-Country |
| Christie Grobbelaar Ryan Oosthuizen Impi Visser Zain Davids Quewin Nortje Tiaan Pretorius Shaun Williams Selvyn Davids Tristan Leyds Rosko Specman Siviwe Soyizwapi Shilton van Wyk Ronald Brown | 7er-Rugby      | Männer        |

## Teilnehmer nach Sportarten

### Badminton
Über die Race-to-Paris-Rangliste qualifizierte sich Johanita Scholtz im Einzel der Frauen für die Olympischen Spiele.
| Athleten         | Wettbewerb | Gruppenphase | Gruppenphase       | Gruppenphase | Gruppenphase | Achtelfinale  | Achtelfinale  | Viertelfinale | Viertelfinale | Halbfinale    | Halbfinale    | Finale / Platz 3 | Finale / Platz 3 | Rang |
| Athleten         | Wettbewerb | Gegner       | Ergebnis           | Punkte       | Rang         | Gegner        | Ergebnis      | Gegner        | Ergebnis      | Gegner        | Ergebnis      | Gegner           | Ergebnis         | Rang |
| ---------------- | ---------- | ------------ | ------------------ | ------------ | ------------ | ------------- | ------------- | ------------- | ------------- | ------------- | ------------- | ---------------- | ---------------- | ---- |
| Frauen           |            |              |                    |              |              |               |               |               |               |               |               |                  |                  |      |
| Johanita Scholtz | Einzel     | Goh J. W.    | 0:2 (21:23, 11:21) | 0            | 3            | ausgeschieden | ausgeschieden | ausgeschieden | ausgeschieden | ausgeschieden | ausgeschieden | ausgeschieden    | ausgeschieden    | 27   |
| Johanita Scholtz | Einzel     | Kim G.-e.    | 0:2 (12:21, 6:21)  | 0            | 3            | ausgeschieden | ausgeschieden | ausgeschieden | ausgeschieden | ausgeschieden | ausgeschieden | ausgeschieden    | ausgeschieden    | 27   |

### Bogenschießen
Über das afrikanische Qualifikationsturnier in Nabeul erhielt Südafrika einen Startplatz für den Einzelwettbewerb der Männer.
| Athleten  | Wettbewerb | Qualifikation | Qualifikation | 1. Runde  | 1. Runde | 2. Runde      | 2. Runde      | Achtelfinale  | Achtelfinale  | Viertelfinale | Viertelfinale | Halbfinale    | Halbfinale    | Finale / Platz 3 | Finale / Platz 3 | Rang |
| Athleten  | Wettbewerb | Ringe         | Rang          | Gegner    | Ergebnis | Gegner        | Ergebnis      | Gegner        | Ergebnis      | Gegner        | Ergebnis      | Gegner        | Ergebnis      | Gegner           | Ergebnis         | Rang |
| --------- | ---------- | ------------- | ------------- | --------- | -------- | ------------- | ------------- | ------------- | ------------- | ------------- | ------------- | ------------- | ------------- | ---------------- | ---------------- | ---- |
| Männer    |            |               |               |           |          |               |               |               |               |               |               |               |               |                  |                  |      |
| Wian Roux | Einzel     | 601           | 63            | Kim J.-d. | 0:6      | ausgeschieden | ausgeschieden | ausgeschieden | ausgeschieden | ausgeschieden | ausgeschieden | ausgeschieden | ausgeschieden | ausgeschieden    | ausgeschieden    | 33   |

### Fechten
Durch seinen Sieg beim afrikanischen Qualifikationsturnier in Algier qualifizierte sich Harry Saner im Degenfechten der Männer für die Olympischen Spiele.
| Athleten    | Wettbewerb   | 1. Runde       | 1. Runde | 2. Runde      | 2. Runde      | Achtelfinale  | Achtelfinale  | Viertelfinale | Viertelfinale | Halbfinale / Klassifikation | Halbfinale / Klassifikation | Finale / Platzierung | Finale / Platzierung | Rang |
| Athleten    | Wettbewerb   | Gegner         | Ergebnis | Gegner        | Ergebnis      | Gegner        | Ergebnis      | Gegner        | Ergebnis      | Gegner                      | Ergebnis                    | Gegner               | Ergebnis             | Rang |
| ----------- | ------------ | -------------- | -------- | ------------- | ------------- | ------------- | ------------- | ------------- | ------------- | --------------------------- | --------------------------- | -------------------- | -------------------- | ---- |
| Männer      |              |                |          |               |               |               |               |               |               |                             |                             |                      |                      |      |
| Harry Saner | Degen Einzel | W. Scharlaimow | 9:15     | ausgeschieden | ausgeschieden | ausgeschieden | ausgeschieden | ausgeschieden | ausgeschieden | ausgeschieden               | ausgeschieden               | ausgeschieden        | ausgeschieden        | 35   |

### Golf
Über das Olympic Golf Ranking der IGF qualifizierten sich vier südafrikanische Golfer für die Olympischen Spiele.
| Athleten                | Runde 1 | Runde 2 | Runde 3 | Runde 4 | Gesamt | Par | Rang |
| ----------------------- | ------- | ------- | ------- | ------- | ------ | --- | ---- |
| Frauen                  |         |         |         |         |        |     |      |
| Ashleigh Buhai          | 68      | 73      | 74      | 70      | 285    | −3  | 13   |
| Paula Reto              | 78      | 73      | 76      | 72      | 299    | +11 | 44   |
| Männer                  |         |         |         |         |        |     |      |
| Christiaan Bezuidenhout | 70      | 71      | 64      | 69      | 274    | −10 | 16   |
| Erik van Rooyen         | 67      | 69      | 69      | 70      | 275    | −9  | 17   |

### Hockey
Beide südafrikanischen Hockeynationalmannschaften gewannen ihre Turniere im Rahmen des Afrikanischen Qualifikationsturniers und qualifizierten sich damit für die Olympischen Spiele.
| Wettbewerb    | Frauen | Männer |
| ------------- | --- | --- |
| Athleten      | Taheera Augousti Quanita Bobbs Stephanie Botha Dirkie Chamberlain Erin Christie Kayla de Waal Paris-Gail Isaacs Marie Louw Ongeziwe Mali Ntsopa Mokoena Edith Molikoe Kristen Paton Hannah Pearce Celia Seerane Kayla Swarts Anelle van Deventer Onthatile Zulu | Nqobile Ntuli Abdud-Dayaan Cassiem Andrew Hobson Zenani Kraai Keenan Horne Mustapha Cassiem Calvin Davis Daniel Bell Evan Jones Samkelo Mvimbi Bradley Sherwood Jacque van Tonder Tevin Michael Kok Matthew Guise-Brown Ryan Julius Nicholas Spooner |
| Trainer       | Giles Bonnet | Cheslyn Gie |
| Gruppenphase  | Australien (1:2) Argentinien (2:4) Großbritannien (1:2) Spanien (0:1) Vereinigte Staaten (0:1) | Niederlande (3:5) Großbritannien (2:2) Deutschland (1:5) Spanien (0:3) Frankreich (5:2) |
| Viertelfinale | ausgeschieden | ausgeschieden |
| Halbfinale    | ausgeschieden | ausgeschieden |
| Finale        | ausgeschieden | ausgeschieden |
| Rang          | 11 | 9 |

### Judo
Über die IJF-Weltrangliste konnte sich eine südafrikanische Judoka im Superleichtgewicht der Frauen qualifizieren.
| Athleten          | Wettbewerb       | 1. Runde | 1. Runde | 2. Runde | 2. Runde | Achtelfinale | Achtelfinale | Viertelfinale | Viertelfinale | Halbfinale / Trostrunde | Halbfinale / Trostrunde | Finale / Platz 3 | Finale / Platz 3 | Rang |
| Athleten          | Wettbewerb       | Gegner   | Ergebnis | Gegner   | Ergebnis | Gegner       | Ergebnis     | Gegner        | Ergebnis      | Gegner                  | Ergebnis                | Gegner           | Ergebnis         | Rang |
| ----------------- | ---------------- | -------- | -------- | -------- | -------- | ------------ | ------------ | ------------- | ------------- | ----------------------- | ----------------------- | ---------------- | ---------------- | ---- |
| Frauen            |                  |          |          |          |          |              |              |               |               |                         |                         |                  |                  |      |
| Geronay Whitebooi | Klasse bis 48 kg | J. Solís | 10:1s1   | —        | —        | N. Tsunoda   | 0:11         | ausgeschieden | ausgeschieden | ausgeschieden           | ausgeschieden           | ausgeschieden    | ausgeschieden    | 9    |

### Kanu
Im Kanurennsport erhielt Südafrika beim afrikanischen Qualifikationsevent in Abuja Startplätze im K2 der Männer und Frauen für die Olympischen Spiele. Zudem darf man auch im K1 der Frauen an den Start gehen. Bei der afrikanischen Kanuslalom-Qualifikation in Sainte-Suzanne konnte sich Südafrika einen Startplatz im K1 der Frauen sichern.

#### Kanurennsport
| Athleten                       | Wettbewerb | Vorlauf     | Vorlauf | Viertelfinale | Viertelfinale | Halbfinale    | Halbfinale    | A/B-Finale            | A/B-Finale    | Rang |
| Athleten                       | Wettbewerb | Zeit        | Rang    | Zeit          | Rang          | Zeit          | Rang          | Zeit                  | Rang          | Rang |
| ------------------------------ | ---------- | ----------- | ------- | ------------- | ------------- | ------------- | ------------- | --------------------- | ------------- | ---- |
| Frauen                         |            |             |         |               |               |               |               |                       |               |      |
| Tiffany Koch                   | K1 500 m   | 2:02,76 min | 6       | 1:56,81 min   | 6             | ausgeschieden | ausgeschieden | ausgeschieden         | ausgeschieden | 36   |
| Esti Olivier                   | K1 500 m   | 1:55,98 min | 5       | 1:53,21 min   | 6             | ausgeschieden | ausgeschieden | ausgeschieden         | ausgeschieden | 33   |
| Tiffany Koch Esti Olivier      | K2 500 m   | 1:52,14 min | 5       | 1:46,40 min   | 6             | ausgeschieden | ausgeschieden | ausgeschieden         | ausgeschieden | 20   |
| Männer                         |            |             |         |               |               |               |               |                       |               |      |
| Andrew Birkett                 | K1 1000 m  | 3:53,31 min | 5       | 3:38,11 min   | 3             | ausgeschieden | ausgeschieden | ausgeschieden         | ausgeschieden | 22   |
| Hamish Lovemore                | K1 1000 m  | 3:28,19 min | 3       | 3:36,64 min   | 2             | 3:33,89 min   | 8             | B-Finale: 3:27,94 min | 1             | 9    |
| Andrew Birkett Hamish Lovemore | K2 500 m   | 1:33,25 min | 4       | 1:29,75 min   | 2             | 1:29,70 min   | 6             | B-Finale: 1:31,79 min | 4             | 12   |

### Leichtathletik
Südafrikanische Leichtathleten hatten die Olympianormen des Weltverbandes in diversen Disziplinen erreicht. Zudem qualifizierten sich bei den World Athletics Relays 2024 beide Männerstaffeln für die Olympischen Spiele.
Laufen und Gehen
| Athleten                                                      | Wettbewerb   | Vorlauf     | Vorlauf | Hoffnungslauf | Hoffnungslauf | Halbfinale    | Halbfinale    | Finale        | Finale        | Rang          |
| Athleten                                                      | Wettbewerb   | Zeit        | Rang    | Zeit          | Rang          | Zeit          | Rang          | Zeit          | Rang          | Rang          |
| ------------------------------------------------------------- | ------------ | ----------- | ------- | ------------- | ------------- | ------------- | ------------- | ------------- | ------------- | ------------- |
| Frauen                                                        |              |             |         |               |               |               |               |               |               |               |
| Miranda Coetzee                                               | 400 m        | 51,58 s     | 4       | 50,66 s       | 2             | 51,60 s       | 8             | ausgeschieden | ausgeschieden | ausgeschieden |
| Prudence Sekgodiso                                            | 800 m        | 1:59,84 min | 2       | ―             | ―             | 1:57,57 min   | 2             | 1:58,79 min   | 8             | 8             |
| Marione Fourie                                                | 100 m Hürden | 12,91 s     | 4       | 12,79 s       | 1             | 13,01 s       | 6             | ausgeschieden | ausgeschieden | ausgeschieden |
| Zenéy Geldenhuys                                              | 400 m Hürden | 54,73 s     | 3       | ―             | ―             | 53,90 s       | 3             | ausgeschieden | ausgeschieden | ausgeschieden |
| Rogail Joseph                                                 | 400 m Hürden | 54,56 s     | 2       | ―             | ―             | 54,12 s       | 3             | ausgeschieden | ausgeschieden | ausgeschieden |
| Cian Oldknow                                                  | Marathon     | —           | —       | —             | —             | —             | —             | 2:30:29 h     | 32            | 32            |
| Gerda Steyn                                                   | Marathon     | —           | —       | —             | —             | —             | —             | 2:32:51 h     | 45            | 45            |
| Irvette van Zyl                                               | Marathon     | —           | —       | —             | —             | —             | —             | 2:31:14 h     | 37            | 37            |
| Männer                                                        |              |             |         |               |               |               |               |               |               |               |
| Shaun Maswanganyi                                             | 100 m        | 10,06 s     | 3       | —             | —             | 10,02 s       | 5             | ausgeschieden | ausgeschieden | ausgeschieden |
| Shaun Maswanganyi                                             | 200 m        | 20,20 s     | 3       | ―             | ―             | 20,42 s       | 4             | ausgeschieden | ausgeschieden | ausgeschieden |
| Benjamin Richardson                                           | 100 m        | 10,06 s     | 4       | —             | —             | 9,95 s        | 3             | ausgeschieden | ausgeschieden | ausgeschieden |
| Benjamin Richardson                                           | 200 m        | DNS         | DNS     | DNS           | DNS           | DNS           | DNS           | DNS           | DNS           | DNS           |
| Akani Simbine                                                 | 100 m        | 10,03 s     | 1       | —             | —             | 9,87 s        | 1             | 9,82 s        | 4             | 4             |
| Wayde van Niekerk                                             | 200 m        | 20,42 s     | 3       | ―             | ―             | 20,72 s       | 7             | ausgeschieden | ausgeschieden | ausgeschieden |
| Zakithi Nene                                                  | 400 m        | 45,01 s     | 4       | 44,81 s       | 1             | 45,06 s       | 6             | ausgeschieden | ausgeschieden | ausgeschieden |
| Lythe Pillay                                                  | 400 m        | 45,60 s     | 7       | 45,40 s       | 1             | 45,24 s       | 7             | ausgeschieden | ausgeschieden | ausgeschieden |
| Edmund du Plessis                                             | 800 m        | 1:45,73 min | 2       | ―             | ―             | 1:45,34 min   | 4             | ausgeschieden | ausgeschieden | ausgeschieden |
| Ryan Mphahlele                                                | 1500 m       | 3:38,48 min | 12      | 3:36,64 min   | 11            | ausgeschieden | ausgeschieden | ausgeschieden | ausgeschieden | ausgeschieden |
| Tshepo Tshite                                                 | 1500 m       | 3:36,87 min | 13      | 3:35,35 min   | 4             | ausgeschieden | ausgeschieden | ausgeschieden | ausgeschieden | ausgeschieden |
| Adriaan Wildschutt                                            | 10.000 m     | —           | —       | —             | —             | —             | —             | 26:50,64 min  | 10            | 10            |
| Stephen Mokoka                                                | Marathon     | —           | —       | —             | —             | —             | —             | 2:10:59 h     | 27            | 27            |
| Elroy Gelant                                                  | Marathon     | —           | —       | —             | —             | —             | —             | 2:09:07 h     | 11            | 11            |
| Shaun Maswanganyi Akani Simbine Bayanda Walaza Bradley Nkoana | 4 × 100 m    | 37,94 s     | 2       | —             | —             | —             | —             | 37,57 s       | 2             | Silber        |
| Gardeo Isaacs Zakithi Nene Antonie Nortje Lythe Pillay        | 4 × 400 m    | 3:03,19 min | 7       | —             | —             | —             | —             | 2:58,12 min   | 5             | 5             |

Springen und Werfen
| Athleten          | Wettbewerb  | Qualifikation | Qualifikation | Finale        | Finale        | Rang   |
| Athleten          | Wettbewerb  | Weite/Höhe    | Rang          | Weite/Höhe    | Rang          | Rang   |
| ----------------- | ----------- | ------------- | ------------- | ------------- | ------------- | ------ |
| Frauen            |             |               |               |               |               |        |
| Miné de Klerk     | Kugelstoßen | 15,63 m       | 31            | ausgeschieden | ausgeschieden | 31     |
| Jo-Ane van Dyk    | Speerwurf   | 64,22 m       | 4             | 63,93 m       | 2             | Silber |
| Männer            |             |               |               |               |               |        |
| Brian Raats       | Hochsprung  | 2,24 m        | 6             | 2,17 m        | 12            | 12     |
| Cheswill Johnson  | Weitsprung  | 4,49 m        | 15            | ausgeschieden | ausgeschieden | 15     |
| Jovan van Vuuren  | Weitsprung  | 7,70 m        | 11            | ausgeschieden | ausgeschieden | 11     |
| Kyle Blignaut     | Kugelstoßen | 20,78 m       | 13            | ausgeschieden | ausgeschieden | 13     |
| Victor Hogan      | Diskuswurf  | 60,78 m       | 27            | ausgeschieden | ausgeschieden | 27     |
| Francois Prinsloo | Diskuswurf  | 61,35 m       | 23            | ausgeschieden | ausgeschieden | 23     |

### Radsport
Über die UCI-Straßen-Weltrangliste nach Nationen erhielt Südafrika einen Startplatz für das Straßenrennen der Männer und zwei Startplätze für das Straßenrennen der Frauen. Auf der Bahn erhielt man zur Sicherstellung einer kontinentalen Vertretung Afrikas je einen Startplatz für die Wettbewerbe im Sprint und Keirin bei den Männern. Über das olympische Qualifikationsranking erhielt man im Mountainbike je einen Startplatz für die Wettbewerbe der Männer und Frauen. Auch im BMX-Rennsport war Südafrika vertreten. Als Nachrücker im olympischen Qualifikationsranking erhielt man einen Startplatz bei den Frauen. Über die Urban-Cycling-Weltmeisterschaften 2023 erhielt das Land einen Startplatz im BMX-Freestyle der Männer.

#### Bahn
| Athleten   | Wettbewerb | Rang | Details                |
| ---------- | ---------- | ---- | ---------------------- |
| Männer     |            |      |                        |
| Jean Spies | Sprint     | 29   | Qualifikation: 9,962 s |
| Jean Spies | Keirin     | 27   |                        |

#### Straße
| Athleten               | Wettbewerb    | Zeit      | Rang |
| ---------------------- | ------------- | --------- | ---- |
| Frauen                 |               |           |      |
| Tiffany Keep           | Straßenrennen | DNF       | DNF  |
| Ashleigh Moolman-Pasio | Straßenrennen | 4:04:23 h | 33   |
| Männer                 |               |           |      |
| Ryan Gibbons           | Straßenrennen | 6:39:27 h | 69   |

#### Mountainbike
| Athleten      | Wettbewerb    | Zeit      | Rang   |
| ------------- | ------------- | --------- | ------ |
| Frauen        |               |           |        |
| Candice Lill  | Cross-Country | 1:35:33 h | 20     |
| Männer        |               |           |        |
| Alan Hatherly | Cross-Country | 1:26:33 h | Bronze |

#### BMX-Rennsport
| Athleten       | Wettbewerb | Viertelfinale | Viertelfinale | Halbfinale    | Halbfinale    | Finale        | Finale        | Rang |
| Athleten       | Wettbewerb | Punkte        | Rang          | Punkte        | Rang          | Zeit          | Rang          | Rang |
| -------------- | ---------- | ------------- | ------------- | ------------- | ------------- | ------------- | ------------- | ---- |
| Frauen         |            |               |               |               |               |               |               |      |
| Miyanda Maseti | BMX-Rennen | 23            | 24            | ausgeschieden | ausgeschieden | ausgeschieden | ausgeschieden | 24   |

#### BMX-Freestyle
| Athleten         | Wettbewerb | Qualifikation | Qualifikation | Finale        | Finale        |
| Athleten         | Wettbewerb | Punkte        | Rang          | Punkte        | Rang          |
| ---------------- | ---------- | ------------- | ------------- | ------------- | ------------- |
| Männer           |            |               |               |               |               |
| Vincent Leygonie | Freestyle  | 75,85         | 12            | ausgeschieden | ausgeschieden |

### Reiten
Über die regionale Rangliste der Gruppe F (Afrika und Mittlerer Osten) erhielt Südafrika einen Startplatz im Vielseitigkeitsreiten.

#### Vielseitigkeitsreiten
| Athleten                                    | Wettbewerb | Minuspunkte Dressur | Minuspunkte Gelände | Minuspunkte Springen | Minuspunkte Springen | Minuspunkte Gesamt | Rang |
| ------------------------------------------- | ---------- | ------------------- | ------------------- | -------------------- | -------------------- | ------------------ | ---- |
| Alexander Peternell mit Figaro des Premices | Einzel     | 39,00               | 33,20               | 5,60                 | ausgeschieden        | 77,80              | 43   |

### Ringen
Beim afrikanischen Qualifikationsturnier in Kairo konnte sich Südafrika einen Startplatz im Freistilringen der Männer erkämpfen.

#### Freier Stil
Legende: G = Gewonnen, V = Verloren, S = Schultersieg
| Athleten          | Wettbewerb       | Achtelfinale        | Achtelfinale | Viertelfinale | Viertelfinale | Halbfinale    | Halbfinale    | Hoffnungsrunde Halbfinale | Hoffnungsrunde Halbfinale | Hoffnungsrunde Finale | Hoffnungsrunde Finale | Finale        | Finale        | Rang |
| Athleten          | Wettbewerb       | Gegner              | Ergebnis     | Gegner        | Ergebnis      | Gegner        | Ergebnis      | Gegner                    | Ergebnis                  | Gegner                | Ergebnis              | Gegner        | Ergebnis      | Rang |
| ----------------- | ---------------- | ------------------- | ------------ | ------------- | ------------- | ------------- | ------------- | ------------------------- | ------------------------- | --------------------- | --------------------- | ------------- | ------------- | ---- |
| Männer            |                  |                     |              |               |               |               |               |                           |                           |                       |                       |               |               |      |
| Nicolaas de Lange | Klasse bis 97 kg | G. Matscharaschwili | V 2:12       | ausgeschieden | ausgeschieden | ausgeschieden | ausgeschieden | M. Mtschedlidse           | V 3:5                     | ausgeschieden         | ausgeschieden         | ausgeschieden | ausgeschieden | 10   |

### Rudern
Über die Weltmeisterschaften 2023 konnte sich Südafrika im Zweier ohne Steuermann für die Olympischen Spiele qualifizieren. Bei der afrikanischen Qualifikationsregatta in Tunis gelang dies auch im Einer der Frauen.
| Athleten                      | Wettbewerb             | Vorlauf     | Vorlauf | Vorlauf       | Hoffnungslauf / Viertelfinale | Hoffnungslauf / Viertelfinale | Hoffnungslauf / Viertelfinale | Halbfinale  | Halbfinale | Halbfinale    | Finale      | Finale | Rang |
| Athleten                      | Wettbewerb             | Zeit        | Rang    | Qualifikation | Zeit                          | Rang                          | Qualifikation                 | Zeit        | Rang       | Qualifikation | Zeit        | Rang   | Rang |
| ----------------------------- | ---------------------- | ----------- | ------- | ------------- | ----------------------------- | ----------------------------- | ----------------------------- | ----------- | ---------- | ------------- | ----------- | ------ | ---- |
| Frauen                        |                        |             |         |               |                               |                               |                               |             |            |               |             |        |      |
| Paige Badenhorst              | Einer                  | 7:39,19 min | 3       | Viertelfinale | 7:44,03 min                   | 4                             | Halbfinale C/D                | 7:55,91 min | 1          | C-Finale      | 7:27,76 min | 2      | 14   |
| Männer                        |                        |             |         |               |                               |                               |                               |             |            |               |             |        |      |
| John Smith Christopher Baxter | Zweier ohne Steuermann | 6:36,71 min | 2       | Halbfinale    | ―                             | ―                             | ―                             | 6:40,35 min | 4          | B-Finale      | 6:27,11 min | 3      | 9    |

### 7er-Rugby
Durch ihren Titelgewinn bei der 7er-Rugby-Afrikameisterschaft 2023 in Monastir qualifizierten sich Südafrikas Frauen für das olympische Turnier. Den Männern gelang die Qualifikation beim abschließenden olympischen Qualifikationsturnier in Monaco.
| Wettbewerb         | Frauen | Männer |
| ------------------ | --- | --- |
| Athleten           | Byrhandre Dolf Mathrin Simmers Zintle Mpupha Sizophila Solontsi Veroeshka Grain Nadine Roos Liske Lategan Kemisetso Baloyi Ayanda Malinga Libbie Janse van Rensburg Marlize de Bruin Maria Tshiremba Shiniqwa Lamprecht | Christie Grobbelaar Ryan Oosthuizen Impi Visser Zain Davids Quewin Nortje Tiaan Pretorius Shaun Williams Selvyn Davids Tristan Leyds Rosko Specman Siviwe Soyizwapi Shilton van Wyk Ronald Brown |
| Trainer            | Renfred Dazel | Philippus Snyman |
| Gruppenphase       | Australien (5:34) Irland (0:38) Großbritannien (17:26) | Irland (5:10) Neuseeland (5:17) Japan (49:5) |
| Viertelfinale      | — | Neuseeland (14:7) |
| Halbfinale         | — | Frankreich (5:19) |
| Finale             | — | — |
| Platzierungsspiele | Japan (12:15) Fidschi (21:15) | Australien (26:19) |
| Rang               | 11 | Bronze |

### Schwimmen
Südafrikanische Schwimmer hatten die olympischen Normzeiten des Weltverbandes in diversen Wettbewerben erreicht. Zudem qualifizierte sich Amica de Jager über die Weltmeisterschaften 2024 für den Wettbewerb im Freiwasser.
| Athleten        | Wettbewerb          | Vorlauf     | Vorlauf | Halbfinale    | Halbfinale    | Finale        | Finale        | Rang   |
| Athleten        | Wettbewerb          | Zeit        | Rang    | Zeit          | Rang          | Zeit          | Rang          | Rang   |
| --------------- | ------------------- | ----------- | ------- | ------------- | ------------- | ------------- | ------------- | ------ |
| Frauen          |                     |             |         |               |               |               |               |        |
| Aimee Canny     | 200 m Freistil      | 1:57,81 min | 14      | 1:57,34 min   | 12            | ausgeschieden | ausgeschieden | 12     |
| Tatjana Smith   | 100 m Brust         | 1:05,00 min | 1       | 1:05,00 min   | 1             | 1:05,28 min   | 1             | Gold   |
| Tatjana Smith   | 200 m Brust         | 2:21,57 min | 1       | 2:19,94 min   | 2             | 2:19,60 min   | 2             | Silber |
| Kaylene Corbett | 200 m Brust         | 2:23,85 min | 6       | 2:22,87 min   | 7             | 2:24,46 min   | 7             | 7      |
| Erin Gallagher  | 100 m Schmetterling | 57,80 s     | 13      | 57,90 s       | 14            | ausgeschieden | ausgeschieden | 14     |
| Rebecca Meder   | 200 m Lagen         | 2:11,96 min | 16      | 2:10,67 min   | 11            | ausgeschieden | ausgeschieden | 11     |
| Männer          |                     |             |         |               |               |               |               |        |
| Pieter Coetze   | 100 m Rücken        | 52,90 s     | 2       | 52,63 s       | 3             | 52,58 s       | 5             | 5      |
| Pieter Coetze   | 200 m Rücken        | 1:56,92 min | 3       | 1:56,09 min   | 3             | 1:55,60 min   | 7             | 7      |
| Chad le Clos    | 100 m Schmetterling | 52,24 s     | 24      | ausgeschieden | ausgeschieden | ausgeschieden | ausgeschieden | 24     |
| Matthew Sates   | 100 m Schmetterling | 54,53 s     | 35      | ausgeschieden | ausgeschieden | ausgeschieden | ausgeschieden | 35     |
| Matthew Sates   | 200 m Schmetterling | 1:57,04 min | 20      | ausgeschieden | ausgeschieden | ausgeschieden | ausgeschieden | 20     |
| Matthew Sates   | 200 m Lagen         | 2:04,01 min | 21      | ausgeschieden | ausgeschieden | ausgeschieden | ausgeschieden | 21     |

### Skateboard
| Athleten          | Wettbewerb | Qualifikation | Qualifikation | Finale        | Finale        | Rang |
| Athleten          | Wettbewerb | Punkte        | Rang          | Punkte        | Rang          | Rang |
| ----------------- | ---------- | ------------- | ------------- | ------------- | ------------- | ---- |
| Frauen            |            |               |               |               |               |      |
| Boipelo Awuah     | Street     | 159,34        | 18            | ausgeschieden | ausgeschieden | 18   |
| Männer            |            |               |               |               |               |      |
| Dallas Oberholzer | Park       | 33,83         | 22            | ausgeschieden | ausgeschieden | 22   |
| Brandon Valjalo   | Street     | 197,17        | 12            | ausgeschieden | ausgeschieden | 12   |

### Sportklettern
Bei der afrikanischen Qualifikation in Pretoria konnten sich südafrikanische Kletterer in allen vier Disziplinen qualifizieren.
Speed
| Athleten      | Qualifikation | Qualifikation | Ausscheidung | Ausscheidung  | Viertelfinale | Viertelfinale | Halbfinale    | Halbfinale    | Finale / Platz 3 | Finale / Platz 3 | Rang |
| Athleten      | Zeit          | Rang          | Zeit         | Gegner        | Zeit          | Gegner        | Zeit          | Gegner        | Zeit             | Gegner           | Rang |
| ------------- | ------------- | ------------- | ------------ | ------------- | ------------- | ------------- | ------------- | ------------- | ---------------- | ---------------- | ---- |
| Frauen        |               |               |              |               |               |               |               |               |                  |                  |      |
| Aniya Holder  | 9,12 s        | 14            | 9,36:6,10    | A. Mirosław   | ausgeschieden | ausgeschieden | ausgeschieden | ausgeschieden | ausgeschieden    | ausgeschieden    | 14   |
| Männer        |               |               |              |               |               |               |               |               |                  |                  |      |
| Joshua Bruyns | 6,18 s        | 13            | 5,84:4,94    | Ä. Maimuratow | ausgeschieden | ausgeschieden | ausgeschieden | ausgeschieden | ausgeschieden    | ausgeschieden    | 13   |

Kombination
| Athleten               | Qualifikation | Qualifikation | Qualifikation | Qualifikation | Qualifikation | Qualifikation | Finale        | Finale        | Finale        | Finale        | Finale        | Rang |
| Athleten               | Bouldern      | Bouldern      | Lead          | Lead          | Ergebnis      | Rang          | Bouldern      | Bouldern      | Lead          | Lead          | Ergebnis      | Rang |
| Athleten               | Ergebnis      | Rang          | Griffe        | Rang          | Ergebnis      | Rang          | Ergebnis      | Rang          | Griffe        | Rang          | Ergebnis      | Rang |
| ---------------------- | ------------- | ------------- | ------------- | ------------- | ------------- | ------------- | ------------- | ------------- | ------------- | ------------- | ------------- | ---- |
| Frauen                 |               |               |               |               |               |               |               |               |               |               |               |      |
| Lauren Mukheibir       | 0,0           | 20            | 4,1           | 20            | 4,1           | 20            | ausgeschieden | ausgeschieden | ausgeschieden | ausgeschieden | ausgeschieden | 20   |
| Männer                 |               |               |               |               |               |               |               |               |               |               |               |      |
| Mel Janse Van Rensburg | 9,4           | 19            | 7,1           | 20            | 16,5          | 20            | ausgeschieden | ausgeschieden | ausgeschieden | ausgeschieden | ausgeschieden | 20   |

### Surfen
Über die ISA World Surfing Games 2023 konnte sich Sarah Baum für den Wettbewerb der Frauen qualifizieren. Zudem gelang zwei Männern die Qualifikation über die World Surf League 2023.
| Athleten            | Wettbewerb | 1. Runde | 1. Runde | 2. Runde | 2. Runde    | 3. Runde      | 3. Runde      | Viertelfinale | Viertelfinale | Halbfinale    | Halbfinale    | Finale / Platz 3 | Finale / Platz 3 | Rang |
| Athleten            | Wettbewerb | Punkte   | Rang     | Gegner   | Ergebnis    | Gegner        | Ergebnis      | Gegner        | Ergebnis      | Gegner        | Ergebnis      | Gegner           | Ergebnis         | Rang |
| ------------------- | ---------- | -------- | -------- | -------- | ----------- | ------------- | ------------- | ------------- | ------------- | ------------- | ------------- | ---------------- | ---------------- | ---- |
| Frauen              |            |          |          |          |             |               |               |               |               |               |               |                  |                  |      |
| Sarah Baum          | Shortboard | 8,47     | 2        | C. Kemp  | 10,50:4,94  | C. Moore      | 3,87:8,16     | ausgeschieden | ausgeschieden | ausgeschieden | ausgeschieden | ausgeschieden    | ausgeschieden    | 9    |
| Männer              |            |          |          |          |             |               |               |               |               |               |               |                  |                  |      |
| Matthew McGillivray | Shortboard | 5,26     | 3        | K. Vaast | 10,67:14,03 | ausgeschieden | ausgeschieden | ausgeschieden | ausgeschieden | ausgeschieden | ausgeschieden | ausgeschieden    | ausgeschieden    | 17   |
| Jordy Smith         | Shortboard | 7,60     | 2        | R. Waida | 9,50:5,40   | A. Correa     | 12,20:15,00   | ausgeschieden | ausgeschieden | ausgeschieden | ausgeschieden | ausgeschieden    | ausgeschieden    | 9    |

### Triathlon
Über die olympische Rangliste qualifizierten sich zwei südafrikanische Triathleten für die Olympischen Spiele. Durch die Einzelwertung Afrika war man auch bei den Frauen mit einer Athletin vertreten.
| Athleten            | Wettbewerb | Zeit      | Rang |
| ------------------- | ---------- | --------- | ---- |
| Frauen              |            |           |      |
| Vicky van der Merwe | Einzel     | 2:05:16 h | 46   |
| Männer              |            |           |      |
| Jamie Riddle        | Einzel     | 1:47:15 h | 25   |
| Henri Schoeman      | Einzel     | 1:45:53 h | 20   |

### Turnen
Über die Weltmeisterschaften 2023 qualifizierte sich Caitlin Rooskrantz für die Wettbewerbe im Gerätturnen.

#### Gerätturnen
| Athleten           | Wettbewerb       | Qualifikation | Qualifikation | Finale        | Finale        | Rang          |
| Athleten           | Wettbewerb       | Punkte        | Rang          | Punkte        | Rang          | Rang          |
| ------------------ | ---------------- | ------------- | ------------- | ------------- | ------------- | ------------- |
| Frauen             |                  |               |               |               |               |               |
| Caitlin Rooskrantz | Boden            | 10,866        | 73            | ausgeschieden | ausgeschieden | 73            |
| Caitlin Rooskrantz | Schwebebalken    | 11,333        | 73            | ausgeschieden | ausgeschieden | 73            |
| Caitlin Rooskrantz | Stufenbarren     | 13,733        | 25            | ausgeschieden | ausgeschieden | 25            |
| Caitlin Rooskrantz | Mehrkampf Einzel | nicht beendet | nicht beendet | nicht beendet | nicht beendet | nicht beendet |

### Wasserspringen
Bei den Schwimmweltmeisterschaften 2023 gewann Südafrika einen Startplatz für das Kunstspringen der Frauen vom 3-Meter-Brett.
| Athleten      | Wettbewerb        | Vorkampf | Vorkampf | Halbfinale | Halbfinale | Finale | Finale | Rang |
| Athleten      | Wettbewerb        | Punkte   | Rang     | Punkte     | Rang       | Punkte | Rang   | Rang |
| ------------- | ----------------- | -------- | -------- | ---------- | ---------- | ------ | ------ | ---- |
| Frauen        |                   |          |          |            |            |        |        |      |
| Julia Vincent | Kunstspringen 3 m | 283,50   | 13       | 297,30     | 6          | 271,25 | 11     | 11   |